# قبأ الصحراء
قبأ الصحراء ((باللاتينية: Eremopoa) جنس نباتي يتبع الفصيلة النجيلية. فصل هذا الجنس عن جنس القبأ (باللاتينية: Poa). يضم هذا الجنس حاليًا خمسة أنواع مقبولة هي:
- قبأ الصحراء الأتالي (باللاتينية: Eremopoa attalica) في تركيا
- قبأ الصحراء الألتي (باللاتينية: Eremopoa altaica) (نسبة إلى جبال ألتاي في آسيا الوسطى) في بلاد الشام ومصر وتركيا والقوقاز
- قبأ الصحراء الشعري (باللاتينية: Eremopoa capillaris) في تركيا
- قبأ الصحراء الفارسي (باللاتينية: Eremopoa persica) في بلاد الشام
- قبأ الصحراء المارديني (باللاتينية: Eremopoa mardinensis) في الأقاليم السورية الشمالية وتركيا